# Chinese Basketball Association
La Chinese Basketball Association (中国男子篮球职业联赛T, 中国篮协S, Zhōngguó nánzǐ lánqiú zhíyè liánsàiP) è il massimo campionato professionistico cinese di pallacanestro maschile.
Fondata nel 1956 e successivamente abolita, l'attuale CBA è nata nel 1995. La CBA dispone inoltre di un campionato femminile, la Women's Chinese Basketball Association.
Dalla stagione di apertura (1995-96) fino al 2001, le squadre partecipanti sono state 12. Nelle stagioni successive tale numero variò continuamente: 13 nel 2002, 14 nel 2003, di nuovo 12 nel 2004 e ancora 14 nel 2005, 15 nel 2006 ed, infine, 16 nel 2007.
Alcuni giocatori della CBA, come Yao Ming, Wang Zhizhi, Yi Jianlian, Sun Yue e Mengke Bateer, sono riusciti ad essere ingaggiati da squadre NBA. D'altra parte ad ogni team CBA è permesso l'ingaggio di un numero limitato di giocatori non cinesi. Tra i giocatori stranieri che hanno giocato nella CBA sono ci sono ex All-Star NBA come Stephon Marbury, Tracy McGrady, Gilbert Arenas, Steve Francis, Metta World Peace e Kenyon Martin, così come diversi veterani NBA che sarebbero diventati All-Star della CBA, tra cui Michael Beasley, Aaron Brooks, Jimmer Fredette, Al Harrington, Lester Hudson, Randolph Morris, Shavlik Randolph, Jeremy Lin e J.R. Smith.

## Storia
La Chinese Basketball Association, conosciuta anche con l'acronimo di CBA (da non confondere con la Federazione cestistica della Cina, fondata nel giugno del 1956 ed organizzatrice della lega, il cui acronimo è sempre CBA), venne fondata nel 1995 e vide la sua prima edizione nella stagione 1995-1996. Alla prima edizione della lega, che prevedeva una stagione regolare seguita da play-off e play-out, presero parte dodici squadre: Air Force Team, Bayi Rockets, Beijing Ducks, Guangdong Southern Tigers, Jiangsu Dragons, Jinan Army, Liaoning Hunters, Shandong Flaming Bulls, Nanjing Army, Shenyang Army, Vanguard Team e Zhejiang Squirrels.
Il primo giocatore non cinese a competere nella CBA fu Mihail Savinkov dell'Uzbekistan, che si unì agli Zhejiang Squirrels nella stagione inaugurale della lega, la 1995-96 . Durante la stagione 1996-97, James Hodges invece divenne uno dei primi giocatori provenienti dagli Stati Uniti d'America a giocare nella CBA, e il suo ingaggio da parte dei Liaoning Hunters contribuì ad aprire la strada a molti altri giocatori arrivati dagli Stati Uniti negli anni successivi.
Altri pionieri stranieri degni di nota includono John Spencer, che si unì ai Jiangsu Dragons più avanti nella stagione 1996-97, e David Vanterpool, che firmò un contratto con i Jilin Northeast Tigers l’inverno successivo in vista della stagione 1998-99. Il primo allenatore internazionale della CBA fu l’americano Robert Hoggard, che guidò i Sichuan Pandas nelle ultime otto partite della stagione 1997-98.

## Nomi squadre
Il nome completo di ogni squadra di solito è composto da tre parti, nel seguente ordine:

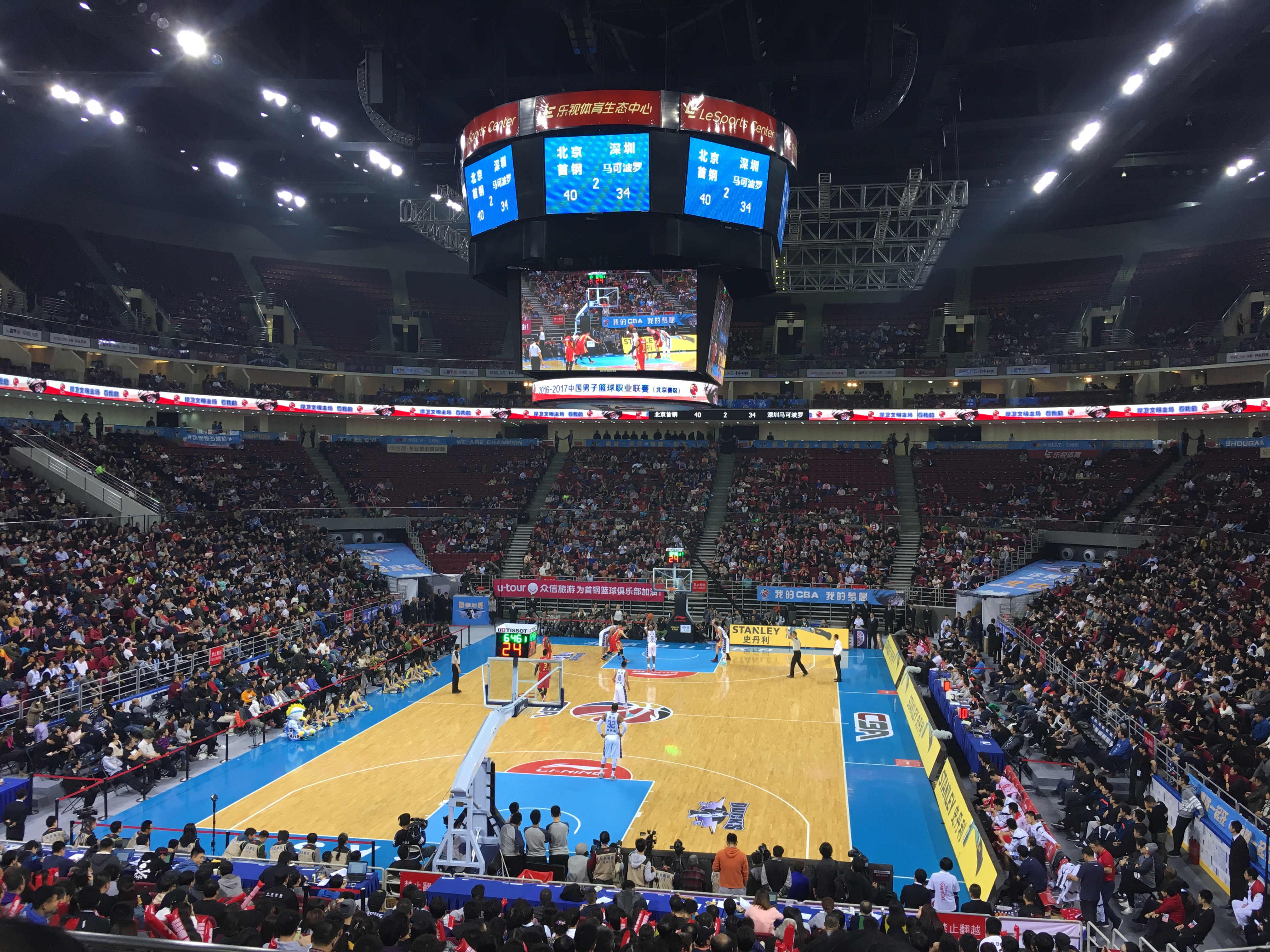
Beijing Ducks vs Shenzhen Leopards, durante la stagione 2016-17

1. Una designazione geografica (tranne nel caso di Bayi, che tecnicamente si traduce in inglese come "Primo Agosto", il giorno della fondazione dell'Esercito Popolare di Liberazione). Tutte le altre squadre hanno designazioni a livello provinciale (che possono corrispondere a una provincia o a un comune cinese).
2. Il nome di uno sponsor aziendale. Questo sponsor può cambiare di anno in anno, e talvolta anche nel corso della stagione.
3. Un soprannome, che di solito è il nome di un animale.
La presenza del nome dello sponsor aziendale può a volte generare confusione su quale nome usare in inglese, poiché possono esistere molte varianti. I nomi delle squadre vengono spesso abbreviati (sia in cinese che in inglese), quindi il nome dello sponsor o il soprannome vengono usati in modo intercambiabile (raramente entrambi insieme). Inoltre, i soprannomi delle squadre possono essere tradotti in inglese in modi diversi, e gli sponsor tendono a cambiare frequentemente nel tempo.
I cambi di soprannome sono rari, ma talvolta avvengono. Ad esempio, la squadra dello Shandong è passata da Flaming Bulls (1995) a Lions (2003), a Gold Lions (2004), fino a Golden Stars (2014). Altri esempi includono la squadra del Liaoning, che ha abbandonato Hunters (1995) per Dinosaurs (2008) e poi per Flying Leopards (2011). Anche la squadra di Foshan ha cercato di "anglicizzare" il proprio soprannome, passando da Kylins (2001) a Dralions e infine a Long-Lions.
Negli anni precedenti, la stessa denominazione della lega era disponibile per la sponsorizzazione da parte di aziende. Nelle stagioni 1999-2000 e 2000-2001 il campionato era conosciuto come Hilton League, nel 2001-2002 e 2002-2003 come Motorola League, e nel 2003-2004 era sponsorizzata da China Unicom. Tuttavia, questi titoli aziendali non erano sempre utilizzati dai media e questa pratica di sponsorizzazione è stata interrotta all'inizio della stagione 2004-2005.

## Squadre attuali
Di seguito sono riportate le 20 squadre che partecipano all'edizione 2024-2025.
| Squadra              | Squadra              | Città                                        | Arena | Allenatore         |
| Nome                 | Nome in Cinese       | Città                                        | Arena | Allenatore         |
| Northern Division    | Northern Division    | Northern Division                            | Northern Division                                                                                               | Northern Division  |
| -------------------- | -------------------- | -------------------------------------------- | --- | ------------------ |
| Beijing Ducks        | 北京首钢霹雳鸭       | Beijing                                      | Wukesong Indoor Stadium                                                                                         | Xu Limin           |
| Beijing R. Fighters  | 北京紫禁勇士         | Beijing                                      | Olympic Sports Centre Gymnasium                                                                                 | Min Lulei          |
| Jilin N. Tigers      | 吉林九台农商行东北虎 | Changchun, Jilin , Jilin                     | Changchun Gymnasium Jilin City Arena                                                                            | Zhong Cheng        |
| Liaoning F. Leopards | 辽宁沈阳三生飞豹     | Shenyang, Liaoning                           | Liaoning Gymnasium                                                                                              | Yang Ming          |
| Qingdao Eagles       | 青岛国信海天雄鹰     | Qingdao, Shandong                            | Guoxin Gymnasium                                                                                                | Liu Weiwei         |
| Shandong H.S. Kirin  | 山东高速麒麟         | Jinan, Shandong                              | Shandong Arena                                                                                                  | Qiu Biao           |
| Shanxi Loongs        | 山西汾酒猛龙         | Taiyuan, Shanxi                              | Shanxi Sports Centre Gymnasium Taiyuan Riverside Sports Centre Gymnasium                                        | Pan Jiang          |
| Sichuan B. Whales    | 四川锦城蓝鲸         | Chengdu, Sichuan                             | Jinqiang International Event Center                                                                             | Han Shuo           |
| Tianjin Pioneers     | 天津荣钢先行者       | Tianjin                                      | Dongli Gymnasium Tianjin Arena                                                                                  | Zhang Qingpeng     |
| Xinjiang F. Tigers   | 新疆广汇飞虎         | Ürümqi, Xinjiang                             | Urumqi Olympic Sports Center                                                                                    | Liu Wei            |
| Southern Division    |                      |                                              | |                    |
| Fujian Sturgeons     | 福建鲟浔兴           | Jinjiang, Quanzhou, Fujian                   | Zuchang Gymnasium                                                                                               | Zhu Shilong        |
| Guangdong S. Tigers  | 广东宏远华南虎       | Dongguan, Guangdong                          | Bank of Dongguan Basketball Center                                                                              | Du Feng            |
| Guangzhou L. Lions   | 广州龙狮             | Guangzhou, Guangdong                         | Tianhe Gymnasium                                                                                                | Nathaniel Mitchell |
| Jiangsu Dragons      | 江苏龙肯帝亚         | Changzhou, Jiangsu Suzhou, Jiangsu           | Changzhou Olympic Sports Centre Gymnasium Suzhou Olympic Sports Centre Gymnasium Suzhou Sports Center Gymnasium | Yi Li              |
| Nanjing M. Kings     | 南京同曦大圣         | Nanjing, Jiangsu                             | Youth Olympic Sports Park Gymnasium                                                                             | Memi Bečirovič     |
| Ningbo Rockets       | 宁波富邦火箭         | Ningbo, Zhejiang                             | Youngor Arena                                                                                                   | Pero Cameron       |
| Shanghai Sharks      | 上海久事大鲨鱼       | Shanghai                                     | Shanghai Indoor Stadium                                                                                         | Lu Wei             |
| Shenzhen Leopards    | 深圳新世纪烈豹       | Shenzhen, Guangdong                          | Shenzhen Gymnasium                                                                                              | Zhou Peng          |
| Zhejiang G. Bulls    | 浙江稠州金牛         | Hangzhou, Zhejiang Yiwu, Jinhua, Zhejiang    | Binjiang Gymnasium Yiwu Meihu Sports Centre Gymnasium                                                           | Wang Shilong       |
| Zhejiang Lions       | 浙江广厦雄狮         | Hangzhou, Zhejiang Zhuji, Shaoxing, Zhejiang | Hangzhou Gymnasium Zhuji Sports Centre Gymnasium                                                                | Wang Bo            |

## Albo d'oro
| Stagione  | Vincitore            | Secondo Posto        | Finali |
| 1995-1996 | Bayi Rockets         | Guangdong S. Tigers  | 3 - 0  |
| 1996-1997 | Bayi Rockets         | Liaoning Hunters     | 3 - 0  |
| 1997-1998 | Bayi Rockets         | Liaoning Hunters     | 3 - 0  |
| 1998-1999 | Bayi Rockets         | Liaoning Hunters     | 3 - 0  |
| 1999-2000 | Bayi Rockets         | Shanghai Sharks      | 3 - 0  |
| 2000-2001 | Bayi Rockets         | Shanghai Sharks      | 3 - 1  |
| 2001-2002 | Shanghai Sharks      | Bayi Rockets         | 3 - 1  |
| 2002-2003 | Bayi Rockets         | Guangdong S. Tigers  | 3 - 1  |
| 2003-2004 | Guangdong S. Tigers  | Bayi Rockets         | 3 - 1  |
| 2004-2005 | Guangdong S. Tigers  | Jiangsu Dragons      | 3 - 2  |
| 2005-2006 | Guangdong S. Tigers  | Bayi Rockets         | 4 - 1  |
| 2006-2007 | Bayi Rockets         | Guangdong S. Tigers  | 4 - 1  |
| 2007-2008 | Guangdong S. Tigers  | Liaoning Hunters     | 4 - 1  |
| 2008-2009 | Guangdong S. Tigers  | Xinjiang F. Tigers   | 4 - 1  |
| 2009-2010 | Guangdong S. Tigers  | Xinjiang F. Tigers   | 4 - 1  |
| 2010-2011 | Guangdong S. Tigers  | Xinjiang F. Tigers   | 4 - 2  |
| 2011-2012 | Beijing Ducks        | Guangdong S. Tigers  | 4 - 1  |
| 2012-2013 | Guangdong S. Tigers  | Shandong Lions       | 4 - 0  |
| 2013-2014 | Beijing Ducks        | Xinjiang F. Tigers   | 4 - 2  |
| 2014-2015 | Beijing Ducks        | Liaoning F. Leopards | 4 - 2  |
| 2015-2016 | Sichuan B. Whales    | Liaoning F. Leopards | 4 - 1  |
| 2016-2017 | Xinjiang F. Tigers   | Guangdong S. Tigers  | 4 - 0  |
| 2017-2018 | Liaoning F. Leopards | Zhejiang Lions       | 4 - 0  |
| 2018-2019 | Guangdong S. Tigers  | Xinjiang F. Tigers   | 4 - 0  |
| 2019-2020 | Guangdong S. Tigers  | Liaoning F. Leopards | 2 - 1  |
| 2020-2021 | Guangdong S. Tigers  | Liaoning F. Leopards | 2 - 1  |
| 2021-2022 | Liaoning F. Leopards | Zhejiang Lions       | 4 - 0  |
| 2022-2023 | Liaoning F. Leopards | Zhejiang G. Bulls    | 4 - 0  |
| 2023-2024 | Liaoning F. Leopards | Xinjiang F. Tigers   | 4 - 0  |
| 2023-2024 | Zhejiang Lions       | Beijing Ducks        | 4 - 2  |

## Statistiche club

### Vittorie per club
| Club                 | Titolo | Città    | Anno                                  |
| -------------------- | ------ | -------- | ------------------------------------- |
| Guangdong S. Tigers  | 11     | Dongguan | 2004-2006, 2008-2011, 2013, 2020-2021 |
| Bayi Rockets         | 8      | Ningbo   | 1996-2001, 2003, 2007                 |
| Liaoning F. Leopards | 4      | Shenyang | 2018, 2022-2024                       |
| Beijing Ducks        | 3      | Pechino  | 2012, 2014, 2015                      |
| Xinjiang F. Tigers   | 1      | Ürümqi   | 2017                                  |
| Sichuan B. Whales    | 1      | Chengdu  | 2016                                  |
| Shanghai Sharks      | 1      | Shanghai | 2002                                  |
| Zhejiang Lions       | 1      | Shanghai | 2025                                  |

### Apparizioni alle finali
| Totale | Squadra              | Titoli | Finalista | Pct.  |
| ------ | -------------------- | ------ | --------- | ----- |
| 16     | Guangdong S. Tigers  | 11     | 5         | .688  |
| 11     | Bayi Rockets         | 8      | 3         | .727  |
| 12     | Liaoning F. Leopards | 4      | 8         | .333  |
| 3      | Beijing Ducks        | 3      | 0         | 1.000 |
| 7      | Xinjiang F. Tigers   | 1      | 6         | .143  |
| 3      | Shanghai Sharks      | 1      | 2         | .333  |
| 3      | Zhejiang Lions       | 1      | 2         | .333  |
| 1      | Sichuan B. Whales    | 1      | 0         | 1.000 |
| 1      | Jiangsu Dragons      | 0      | 1         | .000  |
| 1      | Shandong G. Lions    | 0      | 1         | .000  |
| 1      | Zhejiang G. Bulls    | 0      | 1         | .000  |

## Premi individuali
Il premio CBA Most Valuable Player (MVP) viene assegnato al miglior giocatore della lega al termine di ogni stagione della CBA.
Nei primi 17 campionati della Chinese Basketball Association (CBA), è stato assegnato un unico premio di Most Valuable Player (MVP) alla conclusione di ogni stagione. Tuttavia, per riflettere la crescente internazionalizzazione della lega, a partire dalla stagione 2012-2013 il riconoscimento è stato diviso in due categorie: 
- Domestic MVP, per il miglior giocatore locale.
- International MVP, per il miglior giocatore straniero.
Le regole per la selezione dell'MVP della stagione regolare sono le seguenti:
- Il numero di partite giocate nella stagione deve essere di 28 o più.
- Il punteggio complessivo degli indicatori tecnici individuali deve essere tra i migliori. 
- La squadra del giocatore deve classificarsi tra le prime tre nella stagione regolare.
Alla fine dei play-off, viene invece assegnato il CBA Finals MVP assegnato al miglior giocatore della serie finale del campionato.
Ogni anno viene inoltre riconosciuto il  Miglior marcatore della stagione, e la lega mantiene una lista dei record relativi alle prestazioni individuali, come il punteggio in una singola partita, in una singola stagione e nella carriera.
Il premio CBA Best Defender viene invece assegnato al difensore più efficace e tecnicamente abile della stagione.
Infine, nel corso dell'All-Star Game della CBA, viene assegnato il premio CBA All-Star Game MVP al giocatore che ha avuto la prestazione più impattante nella partita esibizione di metà stagione.

### CBA Domestic MVP

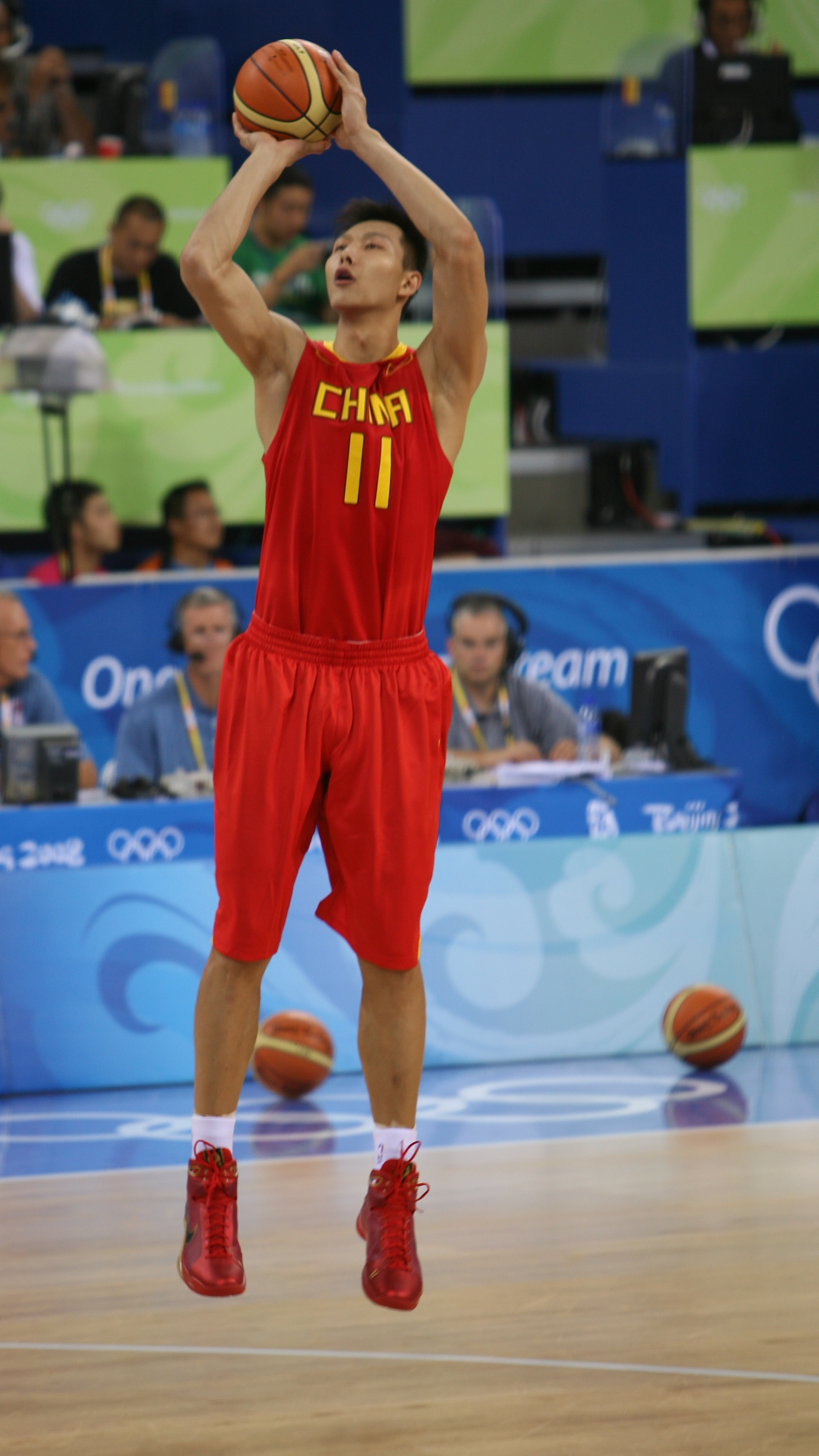
Yi Jianlian, vincitore per 5 volte del titolo di MVP

|  | Indica che la squadra ha vinto il titolo CBA nella stessa stagione in cui il giocatore è stato scelto come MVP. |

| Stagione                                      | Giocatore                                | Nazionalità                              | Posizione                                | Squadra                                  | Note                                     |                                          |                                          |                                          |
| CBA Regular Season MVP (1995-96/2011-12)      | CBA Regular Season MVP (1995-96/2011-12) | CBA Regular Season MVP (1995-96/2011-12) | CBA Regular Season MVP (1995-96/2011-12) | CBA Regular Season MVP (1995-96/2011-12) | CBA Regular Season MVP (1995-96/2011-12) | CBA Regular Season MVP (1995-96/2011-12) | CBA Regular Season MVP (1995-96/2011-12) | CBA Regular Season MVP (1995-96/2011-12) |
| --------------------------------------------- | ---------------------------------------- | ---------------------------------------- | ---------------------------------------- | ---------------------------------------- | ---------------------------------------- | ---------------------------------------- | ---------------------------------------- | ---------------------------------------- |
| 1995-96                                       | Hu Weidong                               | Cina (bandiera)                          | PM/G                                     | Jiangsu Dragons                          |                                          |                                          |                                          |                                          |
| 1996-97                                       | Hu Weidong (×2)                          | Cina (bandiera)                          | PM/G                                     | Jiangsu Dragons                          |                                          |                                          |                                          |                                          |
| 1997-98                                       | Gong Xiaobin                             | Cina (bandiera)                          | AG/C                                     | Shandong Flaming Bulls                   |                                          |                                          |                                          |                                          |
| 1998-99                                       | Sun Jun                                  | Cina (bandiera)                          | AP                                       | Jilin Northeast Tigers                   |                                          |                                          |                                          |                                          |
| 1999-00                                       | Wang Zhizhi                              | Cina (bandiera)                          | AG/C                                     | Bayi Rockets                             |                                          |                                          |                                          |                                          |
| 2000-01                                       | Yao Ming                                 | Cina (bandiera)                          | C                                        | Shanghai Sharks                          |                                          |                                          |                                          |                                          |
| 2001-02                                       | Liu Yudong                               | Cina (bandiera)                          | AG                                       | Bayi Rockets                             |                                          |                                          |                                          |                                          |
| 2002-03                                       | Sun Jun (×2)                             | Cina (bandiera)                          | AP                                       | Jilin Northeast Tigers                   |                                          |                                          |                                          |                                          |
| 2003-04                                       | Tang Zhengdong                           | Cina (bandiera)                          | C                                        | Jiangsu Dragons                          |                                          |                                          |                                          |                                          |
| 2004-05                                       | Tang Zhengdong (×2)                      | Cina (bandiera)                          | C                                        | Jiangsu Dragons                          |                                          |                                          |                                          |                                          |
| 2005-06                                       | Mengke Bateer                            | Cina (bandiera)                          | C                                        | Beijing Ducks                            |                                          |                                          |                                          |                                          |
| 2006-07                                       | Tang Zhengdong (×3)                      | Cina (bandiera)                          | C                                        | Jiangsu Dragons                          |                                          |                                          |                                          |                                          |
| 2007-08                                       | Zhu Fangyu                               | Cina (bandiera)                          | AG                                       | Guangdong Southern Tigers                |                                          |                                          |                                          |                                          |
| 2008-09                                       | Mengke Bateer                            | Cina (bandiera)                          | C                                        | Xinjiang Flying Tigers                   |                                          |                                          |                                          |                                          |
| 2009-10                                       | Mengke Bateer (×2)                       | Cina (bandiera)                          | C                                        | Xinjiang Flying Tigers                   |                                          |                                          |                                          |                                          |
| 2010-11                                       | Mengke Bateer (×3)                       | Cina (bandiera)                          | C                                        | Xinjiang Flying Tigers                   |                                          |                                          |                                          |                                          |
| 2011-12                                       | Zhu Fangyu (×2)                          | Cina (bandiera)                          | AP                                       | Guangdong Southern Tigers                |                                          |                                          |                                          |                                          |
| CBA Regular Season Domestic MVP (dal 2012-13) |                                          |                                          |                                          |                                          |                                          |                                          |                                          |                                          |
| 2012-13                                       | Yi Jianlian                              | Cina (bandiera)                          | AG/C                                     | Guangdong Southern Tigers                |                                          |                                          |                                          |                                          |
| 2013-14                                       | Yi Jianlian (×2)                         | Cina (bandiera)                          | AG/C                                     | Guangdong Southern Tigers                |                                          |                                          |                                          |                                          |
| 2014-15                                       | Yi Jianlian (×3)                         | Cina (bandiera)                          | AG/C                                     | Guangdong Southern Tigers                |                                          |                                          |                                          |                                          |
| 2015-16                                       | Yi Jianlian (×4)                         | Cina (bandiera)                          | AG/C                                     | Guangdong Southern Tigers                | [ 9 ]                                    |                                          |                                          |                                          |
| 2016-17                                       | Ding Yanyuhang                           | Cina (bandiera)                          | G/AP                                     | Shandong Golden Stars                    | [ 10 ]                                   |                                          |                                          |                                          |
| 2017-18                                       | Ding Yanyuhang (×2)                      | Cina (bandiera)                          | G/AP                                     | Shandong Golden Stars                    | [ 11 ]                                   |                                          |                                          |                                          |
| 2018-19                                       | Wang Zhelin                              | Cina (bandiera)                          | C                                        | Fujian Sturgeons                         | [ 12 ]                                   |                                          |                                          |                                          |
| 2019-20                                       | Yi Jianlian (×5)                         | Cina (bandiera)                          | AG/C                                     | Guangdong Southern Tigers                |                                          |                                          |                                          |                                          |
| 2020-21                                       | Wu Qian                                  | Cina (bandiera)                          | G                                        | Zhejiang Golden Bulls                    |                                          |                                          |                                          |                                          |
| 2021-22                                       | Hu Jinqiu                                | Cina (bandiera)                          | AG/C                                     | Zhejiang Guangsha Lions                  |                                          |                                          |                                          |                                          |
| 2022-23                                       | Wang Zhelin                              | Cina (bandiera)                          | C                                        | Shanghai Sharks                          |                                          |                                          |                                          |                                          |
| 2023-24                                       | Abudushalamu Abudurexiti                 | Cina (bandiera)                          | AP                                       | Xinjiang Flying Tigers                   |                                          |                                          |                                          |                                          |
| 2024-25                                       | Hu Jinqiu                                | Cina (bandiera)                          | C                                        | Zhejiang Lions                           |                                          |                                          |                                          |                                          |

### CBA International MVP award
| 2012-13 | Stephon Marbury    | Stati Uniti (bandiera)                       | PM    | Beijing Ducks             |        |
| 2013-14 | Lester Hudson      | Stati Uniti (bandiera)                       | PM/G  | Xinjiang Flying Tigers    | [ 13 ] |
| 2014-15 | Lester Hudson (×2) | Stati Uniti (bandiera)                       | PM/G  | Liaoning Flying Leopards  | [ 14 ] |
| 2015-16 | Michael Beasley    | Stati Uniti (bandiera)                       | AP/AG | Shandong Golden Stars     | [ 9 ]  |
| 2016-17 | Jimmer Fredette    | Stati Uniti (bandiera)                       | PM/G  | Shanghai Sharks           | [ 10 ] |
| 2017-18 | Courtney Fortson   | Stati Uniti (bandiera)                       | PM    | Zhejiang Guangsha Lions   | [ 15 ] |
| 2018-19 | Darius Adams       | Stati Uniti (bandiera) · Bulgaria (bandiera) | PM    | Xinjiang Flying Tigers    | [ 16 ] |
| 2019-20 | Joe Young          | Stati Uniti (bandiera)                       | PM/G  | Nanjing Monkey Kings      |        |
| 2020-21 | MarShon Brooks     | Stati Uniti (bandiera)                       | G     | Guangdong Southern Tigers |        |
| 2021-22 | Kay Felder         | Stati Uniti (bandiera)                       | PM    | Shanxi Loongs             |        |
| 2022-23 | Dominique Jones    | Stati Uniti (bandiera)                       | PM/G  | Jilin Northeast Tigers    |        |
| 2023-24 | Jared Sullinger    | Stati Uniti (bandiera)                       | AG    | Shenzhen Leopards         |        |
| 2024-25 | Kenneth Lofton     | Stati Uniti (bandiera)                       | AG    | Shanghai Sharks           |        |

## Giocatori stranieri

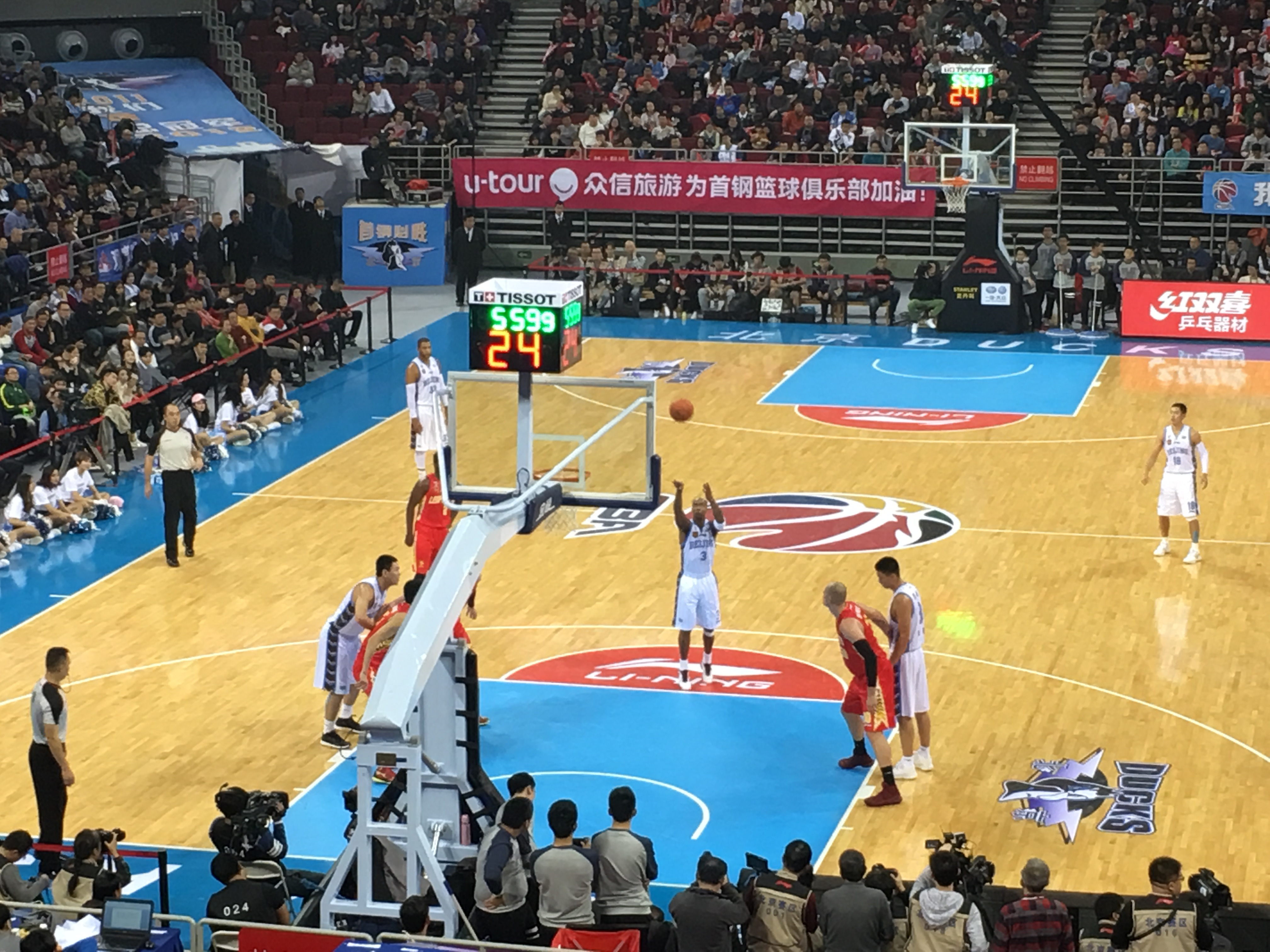
Stephon Marbury, leggenda della CBA, mentre tira dei liberi con la maglia dei Beijing Ducks nel 2016

All'inizio della stagione 2024, oltre 100 professionisti del basket, tra giocatori, allenatori e preparator, provenienti da Stati Uniti, Europa e Australia lavorano nella CBA.
Ogni squadra può registrare fino a quattro giocatori stranieri per stagione. Durante la stagione regolare, si applica la politica del massimo di quattro giocatori stranieri in campo per quattro quarti e quattro volte a partita (una presenza per quarto). Tuttavia, le squadre che nella stagione precedente si sono classificate tra le ultime quattro possono adottare una politica diversa, permettendo fino a quattro giocatori stranieri in campo per quattro quarti e cinque volte a partita (due presenze per quarto nei primi tre quarti e una nel quarto quarto).
Durante i playoff, tutte le squadre seguiranno la regola del massimo di quattro giocatori stranieri in campo per quattro quarti e quattro volte a partita (un giocatore per quarto al massimo).